# St George Wharf Tower
La St George Wharf Tower, también conocida como Vauxhall Tower, es un rascacielos residencial situado en Vauxhall, Londres, que forma parte del proyecto St George Wharf. Con 181 m de altura y 50 plantas, es el octavo edificio más alto de Londres y el edificio residencial más alto del Reino Unido. Cuando aún estaba en construcción, en 2013 un helicóptero chocó con una grúa del edificio y se estrelló contra el suelo, provocando la muerte a dos personas.

## Diseño
El diseño de la planta de la torre se basa en la forma de una rueda de Catalina y la mayoría de ellas están divididas en cinco apartamentos, distribuidos de manera radial desde el núcleo central. Los sky gardens proporcionan a los residentes un espacio semi-externo que sobresale de la planta circular pura, creando retranqueos en la fachada que acentúan la altura del edificio y proporcionan variedad e interés en los detalles del revestimiento. El edificio está dividido en tres partes distintas: una base que alberga las instalaciones comunes del edificio, incluido un vestíbulo, una sala de negocios, un gimnasio, un spa y una piscina; una sección media que contiene la mayor parte de los apartamentos; y una sección superior donde se reduce el diámetro de la fachada para proporcionar terrazas de 360 grados y una turbina eólica que corona la estructura. Los dos dúplex del ático inferior tienen escaleras especiales. El ático superior tiene tres plantas, ofrece vistas de 360 grados de todo Londres y contiene la piscina más alta de la ciudad.
La turbina eólica, fabricada por la empresa de tecnología verde británica Matilda's Planet, alimenta la iluminación común de la torre, al mismo tiempo que prácticamente no produce ruido ni vibración. En la base de la torre se extrae agua del acuífero de Londres y se usa una bomba de calor para eliminar el calor del agua en invierno y aprovechar este calor para calentar los apartamentos. En comparación con edificios similares, la torre necesita un tercio de la energía, y produce entre la mitad y dos tercios de las emisiones típicas de dióxido de carbono. Tiene triple acristalamiento para minimizar la pérdida de calor en invierno y la ganancia de calor en verano. Además, los vidrios son de baja emisividad y hay persianas ventiladas entre el acristalamiento para reducir aún más la ganancia de calor debido a la incidencia directa de la luz solar.

## Historia
Siguiendo el consejo del cuerpo arquitectónico del gobierno, la Commission for Architecture and the Built Environment, se presentaron dos solicitudes del permiso de construcción y posteriormente se retiraron. El entonces vice primer ministro del Reino Unido John Prescott tomó una decisión final en 2005 y la torre fue aprobada, en contra de la decisión del inspector de urbanismo y a pesar de las advertencias de los propios asesores de Prescott de que «podría sentar un precedente para la construcción indiscriminada de edificios muy altos diseminados por todo Londres». La torre ha sido objeto de una considerable controversia, debido a su altura y su proximidad al Palacio de Westminster.
En octubre de 2011 el núcleo de hormigón había alcanzado la planta 22. La construcción del muro cortina de cristal empezó en septiembre de 2011, y las dos primeras plantas se completaron en octubre. En marzo de 2012 el núcleo había superado la planta 44. En octubre de 2012, el acero y el núcleo habían alcanzado su altura máxima, y empezó la instalación de la turbina eólica. En este momento, el acristalamiento iba unas pocas plantas por debajo de la cima de la torre.

Progreso de las obras
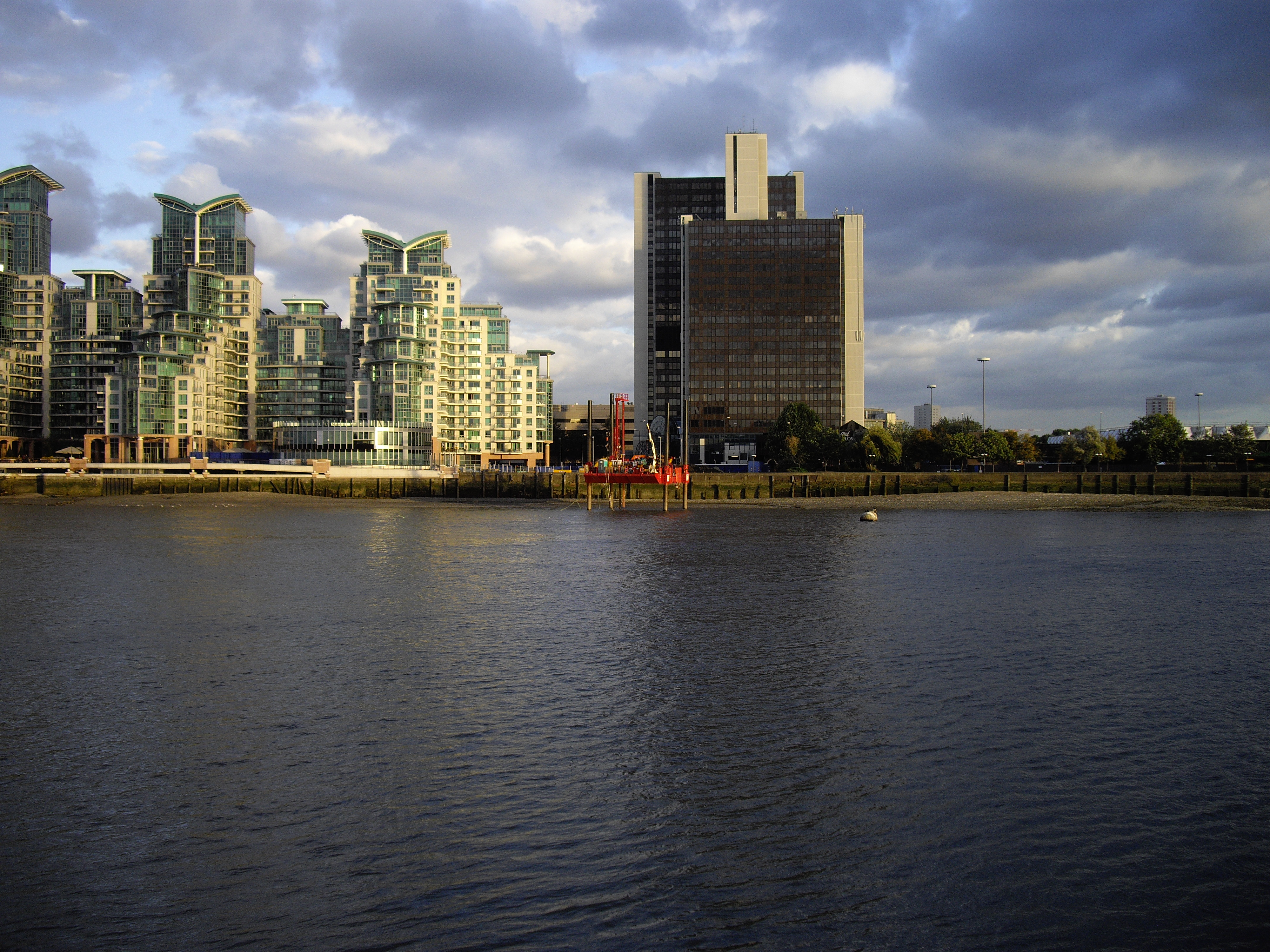
La zona antes de la construcción en septiembre de 2009.
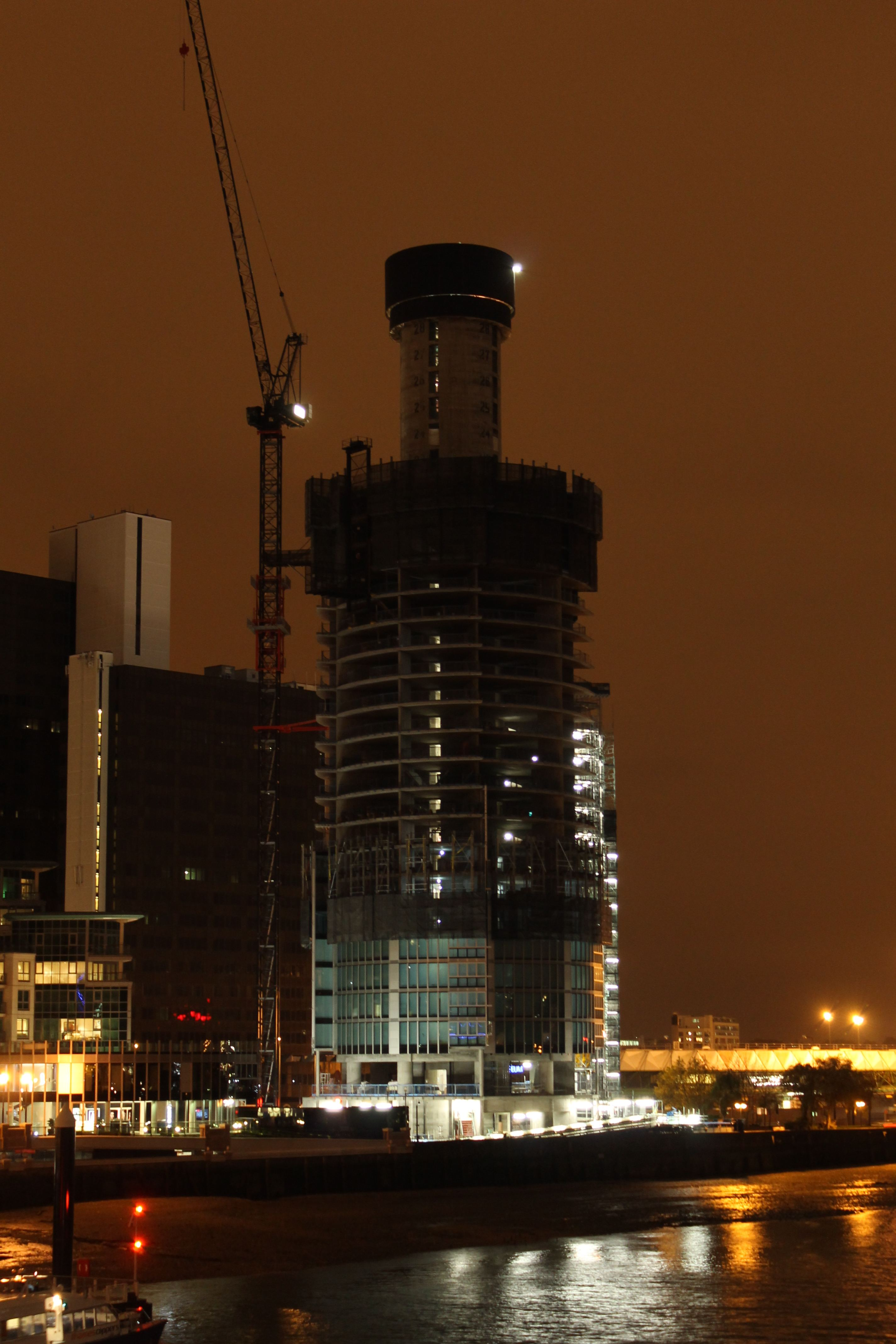
Noviembre de 2011.
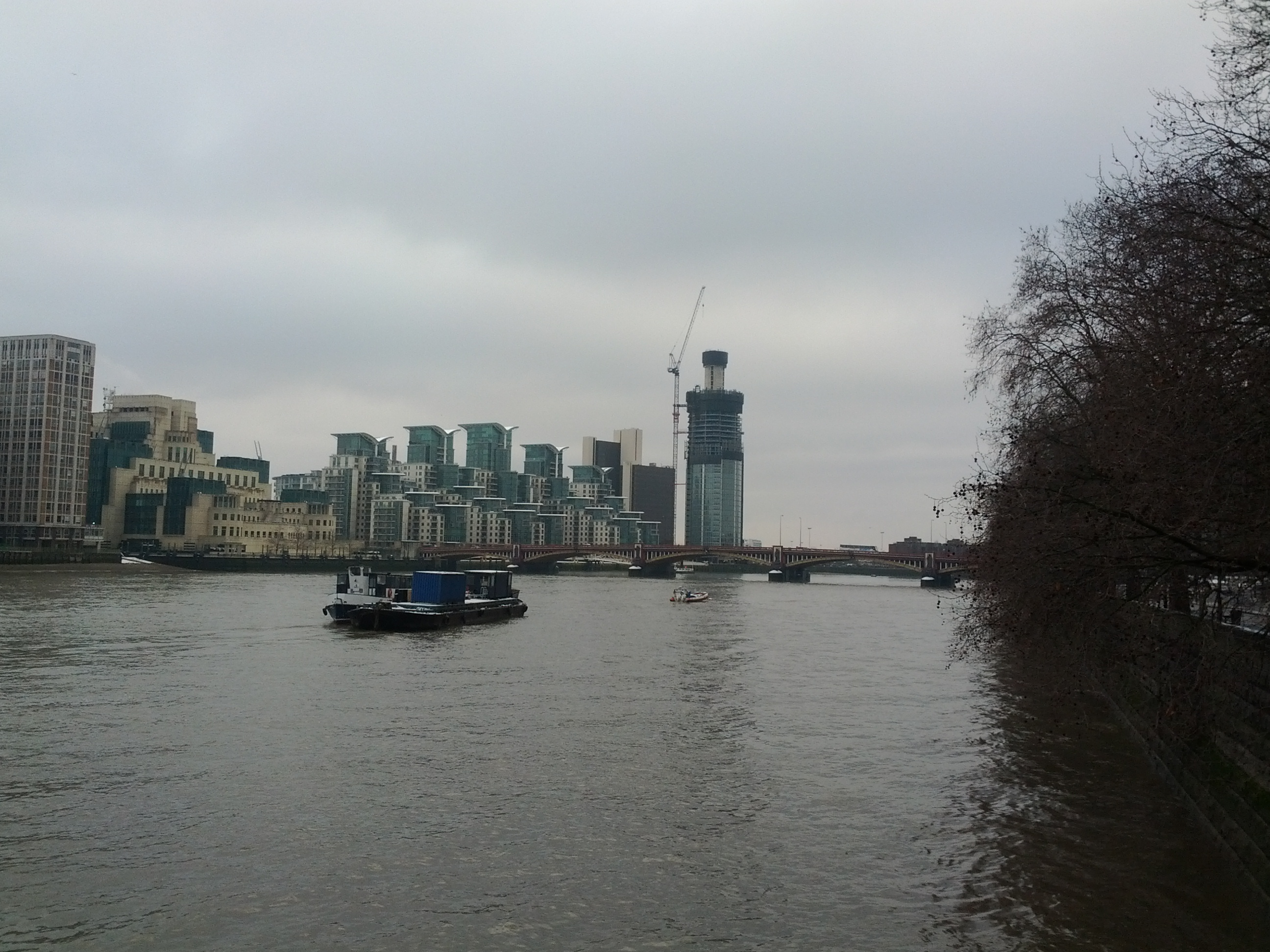
Febrero de 2012.
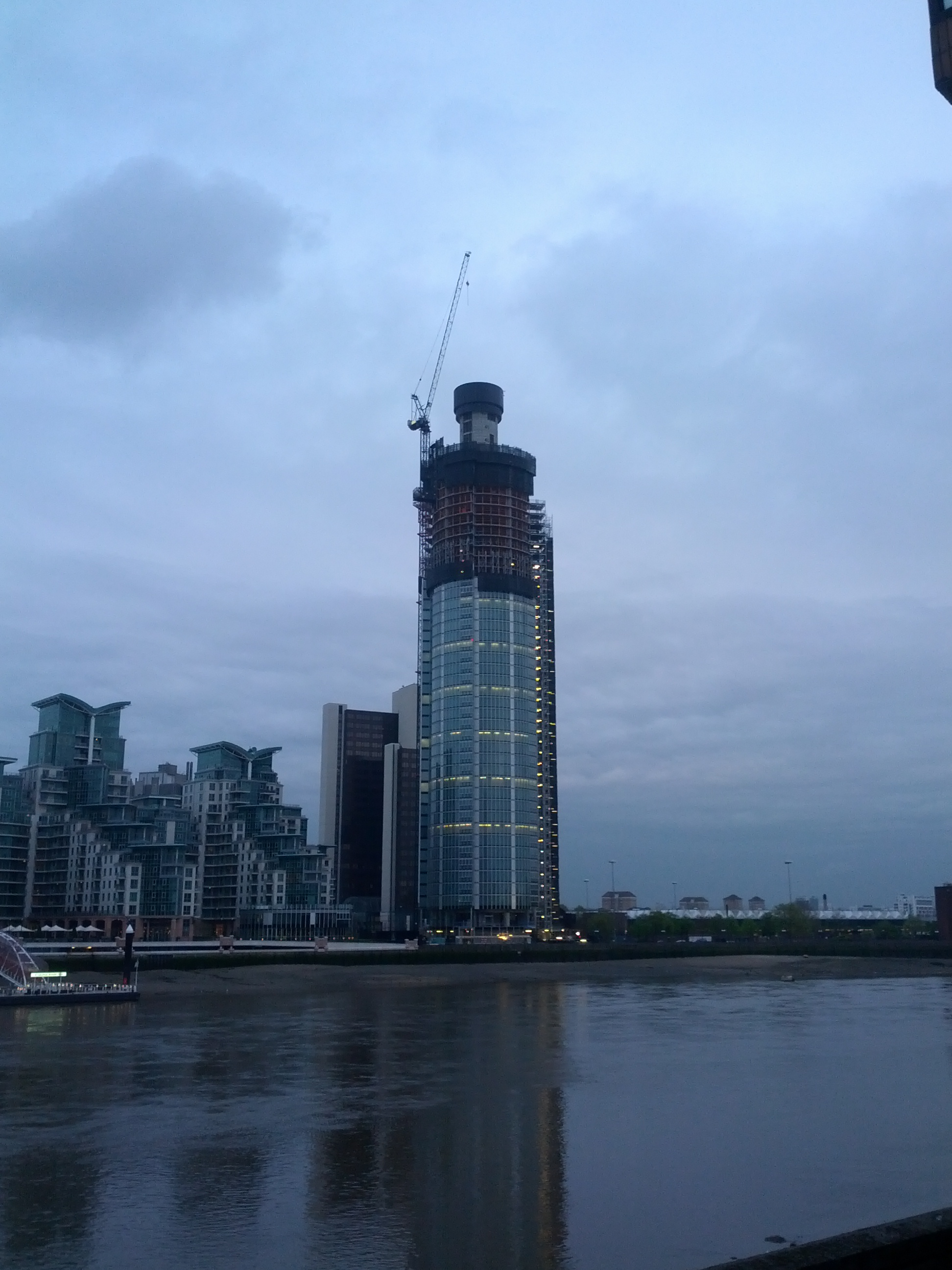
Mayo de 2012.
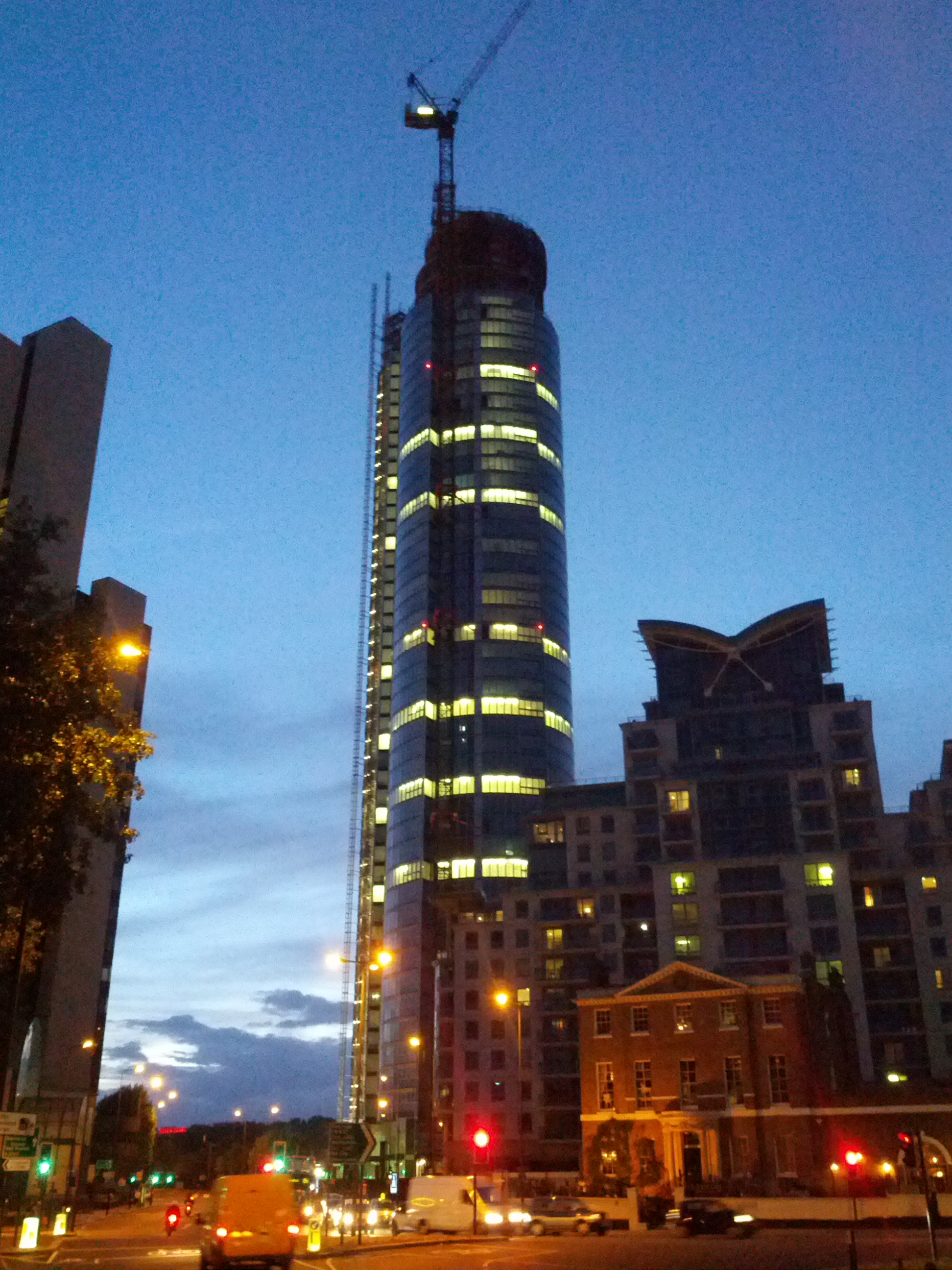
Septiembre de 2012.
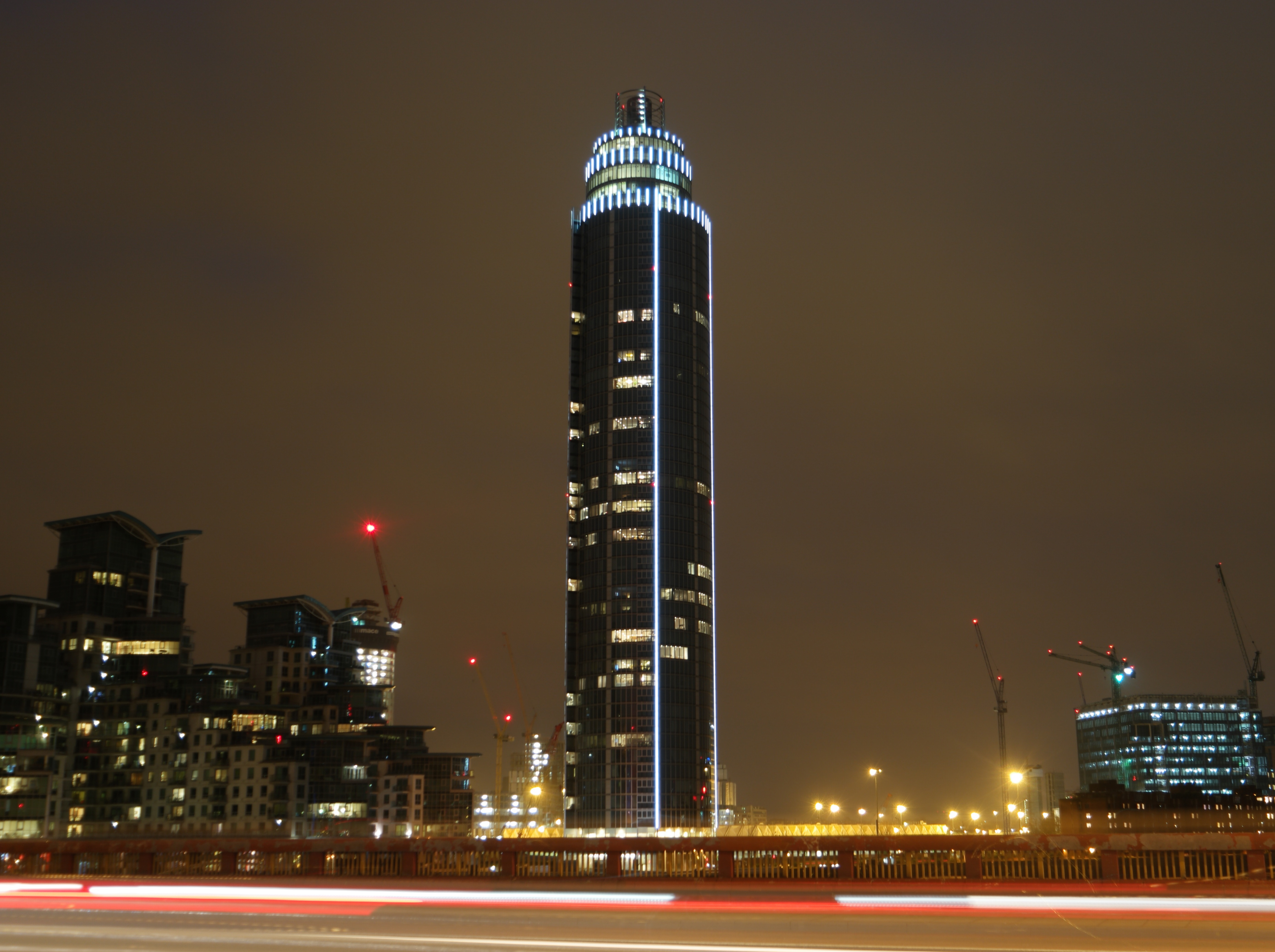
Febrero de 2016.

## Accidente de helicóptero

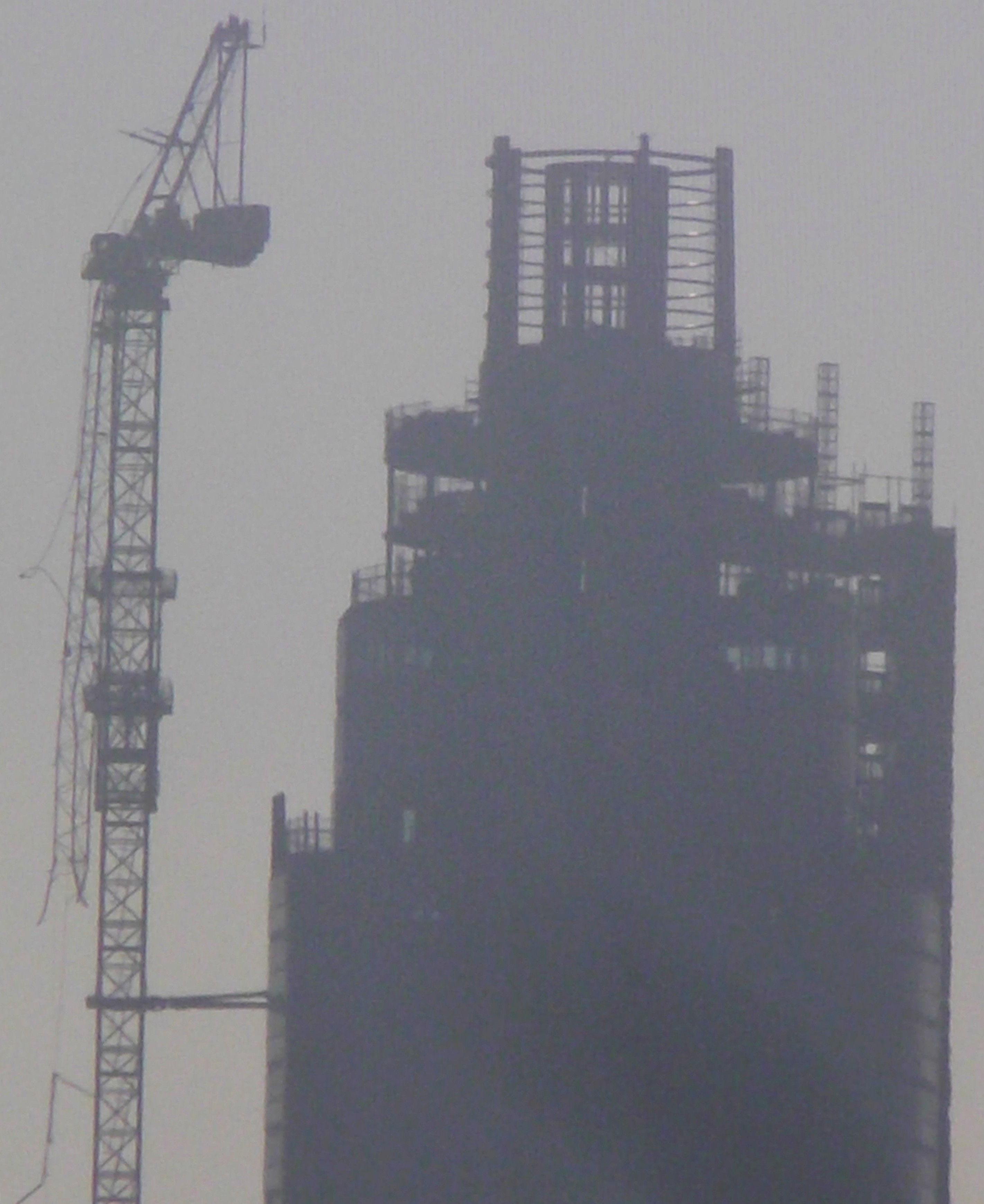
Daños provocados por el accidente a la pluma de la grúa.

El 16 de enero de 2013, aproximadamente a las ocho de la mañana, dos personas murieron cuando un helicóptero AgustaWestland AW109 golpeó una grúa de construcción unida al edificio, que estaba casi completo, y posteriormente se estrelló en Wandsworth Road, golpeando dos coches y prendiendo fuego a dos edificios cercanos. Uno de los dos fallecidos fue el piloto, que volaba solo; el otro fue un peatón. La grúa resultó seriamente dañada en el accidente, pero su operario llegó tarde al trabajo, por lo que no estaba en la cabina en el momento de la colisión.

## Nominación a la Carbuncle Cup
En agosto de 2014 la torre fue nominada por la revista Building Design para la Carbuncle Cup de ese año, que finalmente se concedió a Woolwich Central, mientras que la St George Wharf Tower fue nombrada finalista.

## Propietarios de las viviendas
The Guardian informó en mayo de 2016 de que 131 de los 210 apartamentos para los cuales estaban disponibles títulos de propiedad estaban en manos de propietarios extranjeros. El dueño del ático de cinco plantas era la familia de Andrei Guriev, que se creía que estaba instalando una capilla ortodoxa rusa. Otros propietarios eran Ebitimi Banigo, Vitaly Orlov (que había comprado toda la planta 39) y Sharshenbek Abdykerimov. En 184 de los apartamentos, no había nadie registrado para votar en el Reino Unido.